# آتسوشی میو
آتسوشی میو (انگلیسی: Atsushi Mio؛ زادهٔ ۲۶ ژانویهٔ ۱۹۸۳) بازیکن فوتبال اهل ژاپن است.